# Roberto Cammarelle
Roberto Cammarelle (Milano, 30 luglio 1980) è un ex pugile italiano della categoria dei pesi supermassimi, medaglia d'oro ai Giochi di Pechino del 2008 e campione del mondo dilettanti nel 2007 e nel 2009.

## Biografia
Roberto Cammarelle nasce a Milano da genitori lucani: il padre Angelo è originario di Rionero in Vulture (PZ); sua madre, Giovanna Caraffa, è di Scalera, frazione di Filiano (PZ). Cresciuto a Cinisello Balsamo (MI), si diploma in ragioneria e si appassiona alla boxe all'età di 11 anni, dopo aver assistito a una riunione pugilistica nella sua città.
Scoperto da Biagio Pierri, ex pugile dei Pesi piuma, all'età di 14 anni incomincia a gareggiare nella società pugilistica "Rocky Marciano" di Cinisello Balsamo.
Dal 2000 fa parte delle Fiamme Oro, la squadra sportiva della Polizia di Stato.
Nel 2004 riceve l'onorificenza di Cavaliere OMRI su iniziativa del Presidente della Repubblica Carlo Azeglio Ciampi e nel 2008 quella di Commendatore dal nuovo presidente Giorgio Napolitano. Il 12 ottobre del 2008 il comune di Cinisello Balsamo gli conferisce la Spiga d'oro, massimo riconoscimento cittadino. Il 20 ottobre dello stesso anno l'amministrazione comunale di Rionero in Vulture (PZ), città natia del padre, gli conferisce la cittadinanza onoraria.

## Carriera pugilistica
Ottiene il suo primo titolo italiano, come Under 16, nel 1995, nella categoria pesi massimi. Gareggia dal 2002 nella categoria supermassimi. Vince, consecutivamente, i campionati italiani Elite dal 2000 al 2007, dei quali i primi due disputati nella categoria dei massimi. Nel 2012 riconquista il titolo italiano nella categoria super massimi, portando così a 9 le canottiere scudettate.
Entra a far parte della nazionale junior dal 1996, quella senior dal 1999.
Nel 2002 raggiunge la finale dei Campionati europei del 2002 a Perm', in Russia, conquistando l'argento, sconfitto dal russo Aleksandr Povetkin (sfida che si ripeterà due anni dopo); nel 2004, accedendo alla finale dei Campionati europei del 2004 a Pola e nel 2011 nella finale della competizione europea del 2011 ad Ankara, senza mai ottenere il successo finale.
Alle Olimpiadi di Atene 2004 vince il bronzo nella categoria supermassimi.
Partecipa alle Olimpiadi di Pechino 2008, dove ottiene la medaglia d'oro nella categoria +91 kg: in questo modo, a vent'anni dal successo di Giovanni Parisi, vincitore nei pesi piuma nei Giochi di Seoul 1988, l'Italia torna a vincere una medaglia d'oro olimpica nel pugilato. Dopo aver battuto per ko in semifinale il britannico David Price, riserva in finale lo stesso trattamento al cinese Zhang Zhilei, sconfitto per ko tecnico.
Il 12 agosto 2012 alle Olimpiadi di Londra 2012 ottiene la medaglia d'argento nei pesi supermassimi +91, perdendo, a seguito di un verdetto contestato, contro l'inglese Anthony Joshua. L'Italia presenterà inutilmente ricorso per il comportamento dubbio della giuria.
Alla sua prima partecipazione vince il bronzo ai Mondiali del 2005, disputati a Mianyang in Cina. Conquista l'oro ai campionati mondiali di Chicago 2007, qualificandosi alle Olimpiadi, ed il 12 settembre 2009 si riconferma campione del mondo dei supermassimi +91 kg battendo a Milano il pugile ucraino Roman Kapitonenko. Ad Almaty in Kazakistan nel 2013 torna sul gradino più basso del podio, perdendo la semifinale con l'azero Medizov.
Conquista la medaglia d'oro ai Giochi del Mediterraneo, ad Almería in Spagna nel 2005. Il 19 giugno 2009 viene nominato portabandiera della delegazione italiana ai Giochi del Mediterraneo del 2009 a Pescara; è la prima volta per un pugile. Il 2 luglio 2009 vince la medaglia d'oro ai Giochi del Mediterraneo di Pescara 2009. Si ripete quattro anni dopo nei XVII Giochi del Mediterraneo a Mersin in Turchia, portando a tre le medaglie d'oro ai Giochi del Mediterraneo.
Dal 2004 al 2007, Cammarelle vince consecutivamente quattro campionati della comunità europea.
Ha chiuso la sua carriera il 29 aprile 2016 con un successo sul francese Ahmed El Gazi al PalaBadminton di Milano.

## Dopo il ritiro
Subito dopo il ritiro dell'attività agonistica è diventato il nuovo direttore tecnico del Gruppo Sportivo Fiamme Oro e team manager delle nazionali della Federazione Pugilistica Italiana.
L'11 giugno 2017 è stato eletto nella Giunta Nazionale del CONI.

## Principali incontri disputati
Statistiche aggiornate al 28 agosto 2012.
| Evento                  | Edizione      | Categoria             | Trentaduesimi             | Sedicesimi                   | Ottavi                           | Quarti                          | Semifinale                         | Finale                            | Pos. | Note   |
| ----------------------- | ------------- | --------------------- | ------------------------- | ---------------------------- | -------------------------------- | ------------------------------- | ---------------------------------- | --------------------------------- | ---- | ------ |
| Europei                 | Perm 2002     | Supermassimi (+91 kg) | N.D.                      | N.D.                         | Peter Jacura ( SVK) V DQ 3       | Gaga Bolkvadze ( GEO) V 19-5    | Art'em Carikov ( UKR) V 12-10      | Aleksandr Povetkin ( RUS) P 16-20 |      | [ 7 ]  |
| Europei                 | Pola 2004     | Supermassimi (+91 kg) | N.D.                      | Sebastian Köber ( DEU) V RET | Csaba Kurtuzs ( HUN) V RET       | David Price ( ENG) V 24-12      | Sergej Rožnov ( BGR) V 16-13       | Aleksandr Povetkin ( RUS) P 20-36 |      | [ 8 ]  |
| Campionati EU           | Madrid 2004   | Supermassimi (+91 kg) | N.D.                      | N.D.                         | N.D.                             | N.D.                            | Mohamed Samoudi ( FRA) V           | Mariusz Wach ( POL) V RSCH 4      |      | [ 9 ]  |
| Olimpiadi               | Atene 2004    | Supermassimi (+91 kg) | N.D.                      | N.D.                         | Gbenga Oluokun ( NGA) V 29-13    | Oleksij Mazikin ( UKR) V 23-11  | Aleksandr Povetkin ( RUS) P 19-31  | non qualificato                   |      | [ 10 ] |
| Giochi del Mediterraneo | Almería 2005  | Supermassimi (+91 kg) | N.D.                      | N.D.                         | Bye                              | Mourad Chebbi ( TUN) V AB 2     | Milan Vasiljević ( SCG) V AB 1     | Mohamed Samoudi ( FRA) V RSCO 2   |      | [ 11 ] |
| Campionati EU           | Cagliari 2005 | Supermassimi (+91 kg) | N.D.                      | N.D.                         | Bye                              | Claus Bertino ( DNK) V RSCO 3   | Kurban Gunebakan ( TUR) V wo       | Kubrat Pulev ( BGR) V 24-18       |      | [ 12 ] |
| Mondiali                | Mianyang 2005 | Supermassimi (+91 kg) | N.D.                      | Ivica Bacurin ( HRV) V KO    | Alexander Apanasenok ( BLR) V KO | Michael Wilson ( USA) V KO 1    | Roman Romančuk ( RUS) V 27-34      | non qualificato                   |      | [ 13 ] |
| Campionati EU           | Pécs 2006     | Supermassimi (+91 kg) | N.D.                      | N.D.                         | N.D.                             | Bye                             | Krzysztof Zimnoch ( POL) V RSCO 3  | Roy Ignacia ( NLD) V AB 1         |      | [ 14 ] |
| Europei                 | Plovdiv 2006  | Supermassimi (+91 kg) | N.D.                      | Bye                          | Modo Sallah ( SWE) V DSQ 3       | Islam Timurziev ( RUS) P 21-36  | non qualificato                    | non qualificato                   | 5º   | [ 15 ] |
| Campionati EU           | Dublino 2007  | Supermassimi (+91 kg) | N.D.                      | N.D.                         | Bye                              | Georgios Hotz ( GRC) V RSCO 2   | Csaba Kurtucz ( HUN) V wo          | Cathal McMonagle ( IRL) V 20-8    |      | [ 16 ] |
| Mondiali                | Chicago 2007  | Supermassimi (+91 kg) | Nelson Hysa ( ALB) V 20-2 | José Payares ( VEN) V 27-4   | Kubrat Pulev ( BGR) V 12-5       | David Price ( ENG) V wo         | Islam Timurziev ( RUS) V wo        | V"jačeslav Hlazkov ( UKR) V 24-14 |      | [ 17 ] |
| Olimpiadi               | Pechino 2008  | Supermassimi (+91 kg) | N.D.                      | N.D.                         | Marko Tomasović ( HRV) V 13-1    | Óscar Rivas ( COL) V 9-5        | David Price ( GBR) V KO            | Zhang Zhilei ( CHN) V KO 4        |      | [ 18 ] |
| Giochi del Mediterraneo | Pescara 2009  | Supermassimi (+91 kg) | N.D.                      | N.D.                         | Bye                              | Zied Jouini ( FRA) V RSCH 1     | Alen Beganović ( MNE) V AB 2       | Marko Tomasović ( HRV) V wo       |      | [ 19 ] |
| Mondiali                | Milano 2009   | Supermassimi (+91 kg) | N.D.                      | Michael Hunter ( USA) V 8-1  | Rok Urbanc ( SVN) V 14-0         | Kubrat Pulev ( BGR) V 12-6      | Viktar Zuyeu ( BLR) V AB           | Roman Kapitonenko ( UKR) V 10-5   |      | [ 20 ] |
| Europei                 | Mosca 2010    | Supermassimi (+91 kg) | N.D.                      | N.D.                         | Marcin Rekowski ( POL) V 12-2    | Sergej Kuz'min ( RUS) P 3-6     | non qualificato                    | non qualificato                   | 5º   | [ 21 ] |
| Europei                 | Ankara 2011   | Supermassimi (+91 kg) | N.D.                      | Viktar Zueŭ ( BLR) V RSCH 2  | Tony Yoka ( FRA) V 22-9          | István Bernáth ( HUN) V 18-6    | Mihai Nistor ( ROU) V AB 2         | Magomed Omarov ( RUS) P 14-20     |      | [ 22 ] |
| Mondiali                | Baku 2011     | Supermassimi (+91 kg) | Bye                       | José Payares ( VEN) V 17-8   | Cornelius Sheehan ( IRL) V RET   | Anthony Joshua ( ENG) P 15-13   | non qualificato                    | non qualificato                   | 5º   | [ 23 ] |
| Olimpiadi               | Londra 2012   | Supermassimi (+91 kg) | N.D.                      | N.D.                         | Ytalo Perea ( ECU) V 18-10       | Mohammed Arjaoui ( MAR) V 12-11 | Magomed Medžidov ( AZE) V 13-12    | Anthony Joshua ( GBR) P 18-+18    |      | [ 24 ] |
| Mondiali                | Almaty 2013   | Supermassimi (+91 kg) | N.D.                      | Tony Yoka ( FRA) V 3-0       | Sallah Muhamed ( SWE) V 3-0      | Filip Hrgović ( HRV) V 3-0      | Magomedrasul Medžidov ( AZE) P 0-3 | non qualificato                   |      | [ 25 ] |

## Riconoscimenti
- Cittadinanza onoraria dal Comune di Rionero in Vulture, 20 ottobre 2008
- Spiga d'oro del Comune di Cinisello Balsamo nel 2008.
- Il 16 luglio 2019, una targa con il nome di Roberto Cammarelle è stata inserita nel percorso Walk of Fame dello sport italiano al parco olimpico del Foro Italico a Roma, riservato agli sportivi italiani che si sono distinti per i risultati ottenuti in campo internazionale.

## Curiosità
- Nel 2013 è stato testimonial[29] delle Ofantiadi[30][31].

- Ha partecipato alla decima edizione di Ballando con le stelle in coppia con Natalia Titova.